# Weinkeller der BASF
Der Weinkeller der BASF in Ludwigshafen am Rhein ist das neuntgrößte Weinhandelsunternehmen in Deutschland (Stand: 2013). Das Handelsvolumen lag 2013 bei 900.000 Flaschen Wein mit 100 verschiedenen deutschen Weinen aus allen dreizehn Weinbauregionen sowie 700 verschiedenen Weinen aus der ganzen Welt, womit 7 Millionen Euro Jahresumsatz erzielt wurden. Insgesamt lagern im Weinkeller rund 2000 verschiedene Weine, der älteste aus dem Gründungsjahr 1865 der BASF.

## Geschichte
Die „Kellerei der Badischen Anilin und Sodafabrik“ wurde 1901 mit dem Direkteinkauf von Wein und Spirituosen für das neu erbaute Gesellschaftshaus der BASF gegründet, um die Gäste und Geschäftspartner mit Weinen aus der Region Pfalz versorgen zu können. Zum anderen sollten die Mitarbeiter ebenfalls die Möglichkeit haben, nach Feierabend ein Gläschen zu genießen (ab 1913 im Feierabendhaus der BASF). Bereits 1903 zählten 21 Pfälzer-, 10 Mosel- und sieben Rhein-Weine sowie verschiedene Burgund- und Bordeaux-Weine zum Sortiment. In der Preisliste von 1908 zählen zu den teuersten gelisteten Weinen edelsüße deutsche Gewächse. Aufgrund der Hyperinflation 1923 kostet die teuerste jemals verkaufte Flasche 490 Milliarden Mark. Durch die Fusion der BASF 1925 mit anderen Chemieunternehmen zur I.G. Farben benannte sich die Kellerei 1926 entsprechend in „I.G. Kellerei Ludwigshafen“ um. Der Jahresabsatz lag 1938 bei 510.000 Flaschen. Nach dem Zweiten Weltkrieg erfolgte 1946 die Umfirmierung in „Kellerei der BASF“. Die Marke von 100.000 Flaschen im Jahresabsatz wurde 1949 erreicht.
Mit dem Bau des heutigen Weinfachgeschäfts und der Lagerkeller mit 4000 Quadratmetern wurde 1960 begonnen. In der Weinliste von 1961 konnte man einen französischen 1953er Château Mouton-Rothschild aus dem knapp 1000 Kilometer entfernten Pauillac bei Bordeaux für „günstige“ 18 DM käuflich erwerben, während ein fast benachbarter 1953er Freundstück Trockenbeerenauslese vom Weingut Reichsrat von Buhl aus dem knapp 23 Kilometer entfernten Deidesheim 40 DM kostete. Die BASF feierte 1965 ihr einhundertjähriges Jubiläum, was dem Weinkeller mit 1,5 Millionen Flaschen den bisher höchsten Absatz bescherte. Seit 1979 finden regelmäßig Kellereifeste statt, im Jubiläumsjahr 2015 (150 Jahre BASF) ersetzte das „Nachbarschaftsfest“ das jährliche Kellereifest, welches 2016 in bekannter Form fortgeführt wurde. Die bisher letzte Umbenennung fand 2012 in „Weinkeller“ bzw. „Weinkeller der BASF“ statt.

## Sortiment
Zum Produktsortiment gehören alle 13 deutschen Weinbaugebiete, wobei die Pfalz traditionell einen Schwerpunkt bildet. Weitere europäische Weine kommen aus Frankreich, Österreich, Italien,
Spanien, Portugal.
Daneben gibt es aus Übersee Weine aus Argentinien, Australien, Chile, Neuseeland, Südafrika und Kalifornien.
Mehr oder weniger exotische Weinbaugebiete werden unter der Rubrik „Ausgesuchte Herkunftsländer“ geführt, dazu zählen: China, Georgien, Griechenland, Israel, Kanada, Kroatien, Libanon, Mazedonien, Mexiko, Moldawien, Niederlande, Rumänien, Schweiz, Türkei und Ungarn.
Mit ausgewählten Weingütern werden Exklusivverträge für den Vertrieb einzelner Lagen abgeschlossen, so zum Beispiel mit dem Weingut Reichsrat von Buhl aus dem nahen Deidesheim.

## Vertrieb
Alle Weine werden eingekauft, auch ganze Jahrgänge aus bestimmten exklusiven Weinlagen. Eigenabfüllung von Wein aus Tanklastzügen in Flaschen (Weinkellerei) ist möglich. Auch eine Schnapsabfüllanlage war vorhanden. Das große Weinangebot ist reiner Zukauf, wie die Kartoffeln zu den Betriebskantinen, und hat mit der Eigenproduktion der mehrere Tausend chemischen Erzeugnissen nichts zu tun. Trotz des hohen Eigenbedarfs wird etwa ein Drittel des Zukaufs an die Allgemeinheit verkauft.
Die Weine werden entweder über das Weinfachgeschäft in der Anilinstraße in Ludwigshafen verkauft oder von den Mitarbeitern im Versand verpackt und in die ganze Welt verschickt: An ausländische Töchter des Unternehmens, Geschäftspartner und Privatkunden in den USA, Südafrika, Russland, Japan oder Australien. Die Kundenkartei umfasst etwa 25.000 Weinabnehmer weltweit. Statistisch gesehen war die BASF damit 2013 der neuntgrößte Weinhändler Deutschlands. Die Filiale in der Rhein-Galerie wurde 2015 geschlossen.

## Personal
Zu den 23 Beschäftigten zählen Winzermeister, ehemalige Weinköniginnen, wie beispielsweise Katja Schweder, die nach Ihrer Amtszeit als Deutsche Weinkönigin 2006/07 in erster Linie Veranstaltungen mit nationalen und internationalen Gästen betreut, Weinbau-Ingenieure sowie sieben Versandmitarbeiter. Pro Jahr verkosten die Mitarbeiter mehrere tausend Sorten in Weinproben.

## Auszeichnungen
- 1999: Der Feinschmecker: „beste Adresse für italienische, spanische und Bordeaux-Weine“
- 2002: Meininger Verlag: „Weinfachhändler des Jahres“ mit „Sonderpreis für herausragendes Deutsches Weinsortiment“
- 2003: Förderverein ProRiesling e.V.: „Riesling Förderpreis“
- 2004: Wein-Gourmet Das internationale Wein-Magazin: „Dieses Weinfachgeschäft ist empfehlenswert“
- 2004: Meininger Verlag: Top 10 des Facheinzelhandels
- 2005: Meininger Verlag: sechstgrößte Weinhandlung Deutschlands
- 2007: Meininger Verlag: Top 10 des Facheinzelhandels
- 2007: Wein-Gourmet Das internationale Wein-Magazin: Landessieger Rheinland-Pfalz; „Dieser Weinladen gehört zu den besten in Deutschland“
- 2009: Meininger Verlag: „Weinfachhändler des Jahres“ in der Kategorie „Facheinzelhandel“
- 2012: Der Feinschmecker: „zu den besten Weinadressen Deutschlands“